# Майданский, Андрей Дмитриевич
Андре́й Дми́триевич Майда́нский (род. 1 февраля 1966, Таганрог) — российский философ. Доктор философских наук, профессор кафедры философии Белгородского государственного университета.

## Биография
В 1988 году окончил философский факультет Ростовского государственного университета.
В 1993 году в Московском государственном университете имени М. В. Ломоносова защитил диссертацию на соискание учёной степени кандидата философских наук по теме «Логика и феноменология общения» (специальность 09.00.01 «Диалектика и теория познания»).
В 2000 году в Институте философии РАН защитил диссертацию на соискание учёной степени доктора философских наук по теме «Проблема универсального логического метода в работах Декарта и Спинозы» (специальность 09.00.03 «История философии»).
Входит в оргкомитет Ильенковских чтений и принимал участие в организации международной конференции «Современность Спинозы».
Подготовил полное электронное собрание печатных работ Э. В. Ильенкова. Постоянный автор журналов «Вопросы философии», «Логос», «Свободная мысль», «Человек», его работы переведены на английский, немецкий и несколько других языков.
Автор-составитель книги «Трактат об очищении интеллекта. Жизнеописания Спинозы» и антологии «Спиноза: pro et contra».
Член Организационного комитета ежегодной международной научной конференции «Ильенковские Чтения».
Член редакционной коллегии серии «Spinoziana» (Milano — Udine: Mimesis).
Приглашенный исследователь — Коллегия передовых исследований Хельсинкского университета (2010, Финляндия), Александровский Институт (2011—2012, Финляндия), Туринский университет (2017, Италия).
Автор исследований в области истории философии (в особенности о философии Спинозы), диалектической логики, методологии истории.

## Научные труды

### Монографии
- Майданский А. Д. Логический метод Декарта и Спинозы. Таганрог, 1998
- Майданский А. Д. (автор-составитель) Старейшее жизнеописание Спинозы. «Трактат об очищении интеллекта». Ростов н/Д: Феникс, 2007
- Майданский А. Д. Читая Спинозу. Saarbrücken: LAP Lambert Academic Publisher, 2012
- Майданский А. Д. Спиноза: pro et contra. СПб: РХГА, 2012
- Майданский А. Д. (автор-составитель) Трактат об очищении интеллекта. Жизнеописания Спинозы. М.: Инфра-М, 2016

### Статьи
на русском языке
- Майданский А. Д. Происхождение дефиниций у Спинозы, «Вестник МГУ», серия 7: Философия, 1, 1994
- Майданский А. Д. Реформа логики в работах Декарта и Спинозы, «Вопросы философии», 10, 1996
- Майданский А. Д. Русские спинозисты, «Вопросы философии», 1, 1998
- Майданский А. Д. Геометрический порядок доказательства и логический метод в «Этике» Спинозы, «Вопросы философии», 11, 1999
- Майданский А. Д. Категория существования в «Этике» Спинозы, «Вопросы философии», 1, 2001
- Майданский А. Д. Русские спинозисты, в кн.: Знание и традиция в истории мировой философии. Москва: РОССПЭН, 2001
- Майданский А. Д. Практическая истина коммунистических утопий, в кн.: Э. Ильенков и социализм. Москва, 2002
- Майданский А. Д. Понятие мышления у Ильенкова и Спинозы, «Вопросы философии», 8, 2002
- Майданский А. Д. Размышления о назначении философии, «Alma Mater», 6, 2002
- Майданский А. Д. Декарт и Спиноза о природе души: «мыслящая субстанция» или «идея тела»? в кн.: Психология и философия: возвращение души. М.: РГГУ, 2003
- Майданский А. Д. О мыслящей себя природе и идеальной реальности, «Вопросы философии», 3, 2004
- Майданский А. Д. Метаморфозы идеального, в кн.: Идеальное: Ильенков и Лифшиц. М.: РГГУ, 2004
- Майданский А. Д. Объективная телеология Спинозы, в кн.: Историко-философский ежегодник 2003. Москва: Наука, 2004
- Майданский А. Д. Логика и феноменология всемирной истории, «Вестник МГУКИ», 3, 2004
- Майданский А. Д. Векторы и контуры общества знаний, «Вестник МГУКИ», 2, 2005
- Майданский А. Д. Principium coexsistentiae, или История одного сновидения магистра Иммануила Канта, «Вопросы философии», 10, 2005
- Майданский А. Д. Дух и душа, «Человек», 1, 2006
- Майданский А. Д. Старейшее жизнеописание Спинозы, «Вопросы философии», 10, 2006
- Майданский А. Д. О «деятельной стороне» учения Спинозы, «Логос», 2, 2007
- Майданский А. Д. Cognitio reflexiva. Понятие самосознания у Спинозы, в кн.: Философия сознания: классика и современность. Москва, 2007
- Майданский А. Д. Логика и феноменология всемирной истории, «ΣΝ ΑΡΧΗ», 5, 2008
- Майданский А. Д. Выготский — Спиноза. Диалог сквозь столетия, «Вопросы философии», 10, 2008
- Майданский А. Д. Развитие концепции доказательства в философии Гегеля, «Вестник Российского философского общества», 2, 2008
- Майданский А. Д. Восхождение к идеальному, «Логос», 1, 2009
- Майданский А. Д. Как разлагалась мысль, «Логос», 1, 2009
- Майданский А. Д. Диаграмма философской мысли, «Свободная мысль», 2, 2009
- Майданский А. Д. Лекция в структуре неявного знания, «Alma Mater», 5, 2009
- Майданский А. Д. Понятие истины в диалектической логике Ильенкова, «Свободная мысль», 8, 2009
- Майданский А. Д. Э. В. Ильенков // Новая российская энциклопедия. М. : Инфра-М, 2009, т. 6, ч. II
- Майданский А. Д. История и общественные идеалы, «Вопросы философии», 2, 2010
- Майданский А. Д. Штрихи к аксиоматике человека, «Человек», 1, 2010
- Майданский А. Д. Феноменология мировой истории: от Гегеля к Марксу, в кн.: «Феноменология духа» Гегеля в контексте современного гегелеведения. М.: Канон +, 2010
- Майданский А. Д. «Истинная логика» Спинозы, «История философии», том 15, 2010
- Майданский А. Д. Экономика и свобода в «науке истории» Маркса, «Логос», 2, 2011
- Майданский А. Д. Логика исторической теории Маркса: реформация формаций, «Логос», 2, 2011
- Майданский А. Д. Мысль о России, «Свободная мысль», 5, 2011
- Майданский А. Д. Слово как форма общения и мышления, в кн.: Мышление и деятельность. М.: СГА, 2011
- Майданский А. Д. Понятие личности в культурно-исторической психологии, «Свободная мысль», 10, 2011
- Майданский А. Д. Иллюзии осознанного бытия, «Свободная мысль», 11-12, 2012
- Майданский А. Д. Советский Спиноза: вера в поисках разумения, «Свободная мысль», 5-6, 2012
- Майданский А. Д. Се Человек: одиссея двух дефиниций, «Научные ведомости Белгородского государственного университета. Серия: Философия. Социология. Право», 20, 2012
- Майданский А. Д. «Не отомрёт, с-собака!»: Ильенков о государстве, «Свободная мысль», 4, 2013
- Майданский А. Д. Диалектика материального, «Альтернативы», 2, 2013
- Майданский А. Д., Климова С. М. Мыслить конкретно: дело «советского европейца» Эвальда Ильенкова, «Научные ведомости Белгородского государственного университета. Серия: Философия. Социология. Право», 25, 2013
- Майданский А. Д. Глобальное будущее 2045, «Вопросы философии», 2, 2014
- Майданский А. Д. Диалектическая логика Э. В. Ильенкова и западноевропейский марксизм, в кн.: Наследие Э. В. Ильенкова и диалектическая традиция в русской философии. Ростов н/Д, 2014
- Майданский А. Д. Два метода, две версии диалектики: «Феноменология духа» против «Науки логики», в кн.: Философия Гегеля: новые переводы, исследования, комментарии. М., 2014

на других языках
- Revuen, Sektion II: Geschichte der Philosophie, «Der Russische Gedanke», 1992‑1994
- Grundriß der Geschichte des russischen Spinozismus, «Der Russische Gedanke», 1/2, 1994
- The reform of logic in the works of Descartes and Spinoza, «Russian Studies in Philosophy», vol. 37, no. 2, Fall 1998
- The Russian Spinozists, «Studies in East European Thought», vol. 55, no. 3, September 2003
- Metamorphoses of the ideal, «Studies in East European Thought», vol. 57, no. 3, September 2005
- Russische Spinozisten des 20. Jahrhunderts, in: Spinoza im Osten (Hrsg. Werner Röhr). Berlin: Edition Organon, 2005
- Brief der Philosophischen Iljenkov. Kommentar zur Publikation, «Marxistische Blätter», 1, 2006
- The Russian Spinozists, «Studia Spinozana», vol. 15 (ed. Wiep van Bunge). Würzburg: Königshausen & Neumann, 2006
- Review of the book: S. Mareyev. From the history of Soviet philosophy: Lukacs — Vygotsky — Ilyenkov, «Social Sciences», no. 4, 2009
- Ascent toward the ideal, «Russian Studies in Philosophy», vol. 48, no. 4, Spring 2010
- The logic of Marx’s theory of history: Reforming formations, «Russian Studies in Philosophy», vol. 51, no. 2, Fall 2012
- The concept of truth in Ilyenkov’s dialectical logic, in: Logic in Central and Eastern Europe: History, science, and discourse. New York: University Press of America, 2012
- The Dialectical Logic of Evald Ilyenkov and Western European Marxism, in: Russian Thought in Europe: Reception, Polemics, Development. Krakow: Akademia Ignatianum, Wydawnictwo WAM, 2013
- Sovyet Spinoza: Anlama Arayışındaki İnanç, in: Marx’tan Spinoza’ya, Spinoza’dan Marx’a Guncel Mudahaleler. Ankara: Dost Kitabevi Yayınları, 2013
- Reality of the Ideal, in: Dialectics of the Ideal: Evald Ilyenkov and Creative Soviet Marxism. Leiden, Boston: Brill, 2014
- Lifszyc Michal, in: Idee w Rosiji. Leksykon rosyjsko-polsko-angielski, tom 8. Lodz: ‘Ibidem’, 2014

### Рецензии
- Майданский А. Д. Проблема доказательства в философии [рецензия], «Вопросы философии», 8, 2004
- Майданский А. Д. Философское россиеведение [рецензия], «Вопросы философии», 9, 2011